# Maria Chiara Carrozza
Maria Chiara Carrozza (Pisa, 16 september 1965) is een Italiaans academisch docent en politicus.
In 1994 behaalde ze haar PhD aan de Scuola Superiore Sant’Anna in Pisa. In 1990 behaalde ze een laureaat in natuurkunde aan de Universiteit van Pisa.
Van 2007 tot 2013 was zij rector van de elite-opleiding Scuola Superiore Sant’Anna in Pisa.
In het Kabinet-Letta was zij in 2013 Italiaans minister van Onderwijs.
Sinds april 2021 is zij hoofd van de Consiglio Nazionale delle Ricerche.
- Bibliothèque nationale de France: cb178755743 (data)
- DBLP: c/MariaChiaraCarrozza
- Gemeinsame Normdatei: 1264163207
- ORCID: 0000-0002-7630-0865
- Istituto Centrale per il Catalogo Unico: UBOV435141
- Système universitaire de documentation: 231693370
- Virtual International Authority File: 145154440101535341292